# Joaquín Torres García
Joaquín Torres García (Montevideo, 28 juli 1874 – aldaar, 8 augustus 1949) was een Uruguayaanse schilder en publicist.

## Leven en werk
In 1891 emigreerde de 17-jarige met zijn familie naar Catalonië, waar zijn vader oorspronkelijk vandaan kwam. Hij ontving zijn opleiding aan de Escuela Oficial de Bellas Artes de Barcelona in Barcelona. Vanaf 1897 was hij werkzaam als tekenaar voor religieuze bladen als de Revista Popular en als boekillustrator. De tekeningen werden geïnspireerd door de stijl van Henri de Toulouse-Lautrec. Hij ontving schilderopdrachten voor muur- en vensterschilderingen in kerken en andere openbare gebouwen. Ook werkte hij mee aan een opdracht voor het Uruguayaanse paviljoen van de Wereldtentoonstelling van 1910 in Brussel.
In New York, waarheen hij in 1920 trok, probeerde hij de kost te verdienen door zelf ontworpen houten speelgoed te maken en aan de man te brengen. Na twee jaar verliet hij New York weer en keerde terug naar Europa. Hij woonde eerst in Italië en vanaf 1924 in Frankrijk. Tot 1926 woonde Torres García in Villefranche-sur-Mer bij Nice, daarna in Parijs, waar hij een atelier deelde met Jean Hélion. In 1930 stichtte hij met de Belgische tekenaar, dichter en kunstcriticus Michel Seuphor en Pierre Daura de kunstenaarsgroep Cercle et Carré. Rond deze tijd begon hij zich voor de precolumbiaanse kunst te interesseren en ontwikkelde hij zijn Universalismo Costructivo. Door zijn financiële problemen verhuisde hij in 1932 van Parijs naar Madrid. In 1934 keerde hij, na 43 jaar afwezigheid, terug naar zijn geboorteland. In Montevideo stichtte Torres García de Asociacíon de Arte Constructivo (AAC), gaf tekenles en wijdde zich aan de verbreiding van zijn ideeën. Hij ontwikkelde een theorie voor een eigen Latijns-Amerikaanse kunst.

## Publicaties
- Notes sobre art (1913)
- Estructura (1935)
- Universalismo Constructivo: contribución a la unificación del arte y la cultura de América (1943)

## Tentoonstellingen
- 1921: Withney Studio Club, New York
- 1930: Cercle et Carré, Parijs
- 1933: Museo de Arte Moderno, Madrid;
- postuum: in Argentinië, Frankrijk, Nederland, Uruguay, Canada, USA, Engeland, Spanje